# Franc Žugel
Franc Žugel, slovenski diplomat, * 8. december 1919, Štepanja vas, † 17. januar 1999, Ljubljana.

## Življenje in delo
Na Filozofski fakulteti v Ljubljani je študiral slavistiko. Po okupaciji 1941 se je vključil v Osvobodilno fronto, bil od 1942 borec 2. grupe odredov, po italijanski ofenzivi 1943 namestnik političnega komisarja Tomšičeve brigade, politični komisar Slovenske centralne vojne partizanske bolnišnice na Kočevskem Rogu, od jeseni 1944 pa politični komisar 4. prekomorske brigade. Po koncu vojne je stopil v diplomatsko službo pri Ministrstvu za zunanje zadeve FLRJ, sprva kot član misije za repatriacijo na Dunaju, nato vicekonzul v Metzu (1946-51), konzul v Chicagu (1953-57) in generalni konzul v Strasbourgu (1961-64). Med letoma 1967 in 1971 je bil svetnik Izvršnega sveta Skupščine Socialistične republike Slovenije in nato do 1979 tajnik Slovenske izseljenske matice. Članke je objavljal v partizanskih časnikih, poznejše  o izseljenstvu pa v Rodni grudi. Za udeležbo v Narodnoosvobodilni borbi je prejel Partizansko spomenico 1941.
Njegova žena, Gabrijela Žugel (r. Spanring) (Rogoza, 24.1.1912 - 24.11.2016, Lj), je bila slikarka, njegov starejši sin Franc Žugel ml., gradbeni inženir in statik, mlajši sin Jani, ki se je leta 1981 ubil v letalski nesreči pri Ajacciu na Korziki, pa umetnostni zgodovinar. 